# Karin Westerlund
Karin Westerlund, född 24 september 1955 i Karlshamn i Blekinge, är svensk konstnär, filmare och skribent.

## Utbildning och filmer
Karin Westerlund är utbildad vid Konstakademien i Köpenhamn 1979-1986. 1981-1982 var hon uttagen till Whitney Independent Student Program i New York. Sedan 1990-talet arbetar och lever hon i Kairo, Köpenhamn och på Långören i Blekinge skärgård.
Westerlunds film If I Give You My Humbleness, Don't Take Away My Pride visades inom sektionen Un certain regard vid filmfestivalen i Cannes 1999. Kortfilmen Helgoland fick pris både som dokumentär- och experimentfilm: "Bästa kortfilm" vid Aspen Shortsfestival, "Bästa korta dokumentär" vid Melbourne International Film festival, "Bästa korta experimentfilm" vid Sevilla Film Festival.
Hennes första långfilm Gud, lukt och henne hade premiär 2008. Filmen är en kalejdoskopisk resa med ”henne” spelad av Gunilla Röör. I Sydsvenskan skrev Boel Gerell ”Inte en dokumentär eller en spelfilm utan något tredje som får vara just som det är” och DN:s Jessica Kempe kallar filmen ”en blivande klassiker”.
Karin Westerlund tilldelades 2010 Konstnärsnämndens Mai Zetterling-stipendium om 200 000 kronor.
| ”                  | När jag började göra film fick jag många gånger frågan om jag inte längre ville arbeta med konst, men det är ju bara olika material, som Andreij Tarkovskij sa: 'Jag skulpterar i tid. | „ |
| – Karin Westerlund | |   |

## Filmografi (regi)
- 1992 Lisanak hosanak insonto sanak.
- 1997 The Last Stranger.
- 1998 If I Give You My Humbleness, Don't Take Away My Pride.
- 2001 Helgoland.
- 2008 Gud, lukt och henne (långfilm).